# Кызыл-Коргон (Баткенская область)
Кызыл-Коргон (кирг. Кызыл-Коргон) — село в Кадамжайском районе Баткенской области Кыргызстана. Входит в состав айылного аймака Ак-Турпак.

## География
Село расположено в восточной части области, на правом берегу реки Сох, вблизи государственной границы с Узбекистаном, на расстоянии приблизительно 55 километров (по прямой) к западу от города Кадамжай, административного центра района. Абсолютная высота — 906 метров над уровнем моря.

## Население
Согласно оценочным данным Национального статистического комитета Кыргызской Республики, численность населения села на начало 2023 года составляла 955 человек.
| год     | 2009 | 2014 | 2015 | 2020 | 2021 | 2023 |
| ------- | ---- | ---- | ---- | ---- | ---- | ---- |
| человек | 427  | 595  | 713  | 898  | 908  | 955  |